# Arctosa aliusmodi
Arctosa aliusmodi este o specie de păianjeni din genul Arctosa, familia Lycosidae. A fost descrisă pentru prima dată de Karsch, 1880. Conform Catalogue of Life specia Arctosa aliusmodi nu are subspecii cunoscute.